# 保罗·纳斯
保羅·麥克西姆·納斯爵士，OM CH FRS  FMedSci（1949年1月25日—），英国細胞生物學家、皇家學會前會長和弗朗西斯·克里克研究所任現行政總裁及主席。由於發現調節細胞週期的關鍵蛋白質，他和利蘭·哈特韋爾與蒂姆·亨特一同獲頒2001年的諾貝爾生理學或醫學獎。

## 早年生活及教育
納斯是他母親的非婚生兒子；為掩飾此事，其母從倫敦搬往諾域治跟親戚同住，在當地生下納斯。此後她假扮為納斯的姐姐，並另與他人結婚，而他的外祖母則假扮作其母，直至他在57歲時才知悉其母其實是其外祖母。納斯和外祖父母在倫敦長大。11歲時，納斯進入哈羅男子文法學校（今哈羅高中）就讀。中學畢業後，他數度未能在外語考核中取得及格成績，因此無法入讀大學，只能在健力士公司的微生物學實驗室工作。最後經過伯明翰大學的約翰·晶斯的面試與協助下，納斯成功入讀伯明翰大學，且於1970年從該校生物學系畢業。1973年，他於東英吉利大學得到博士學位。之後，他在伯尔尼大学、愛丁堡大學和蘇塞克斯大學從事博士後研究工作。
納斯直到50多歲才知道他的「姐姐」其實是他的母親。他的「父母 」都已去世，而比他年長18歲的「姐姐 」Miriam 則因多發性硬化症而早逝。儘管他是諾貝爾獎得主、大學校長和騎士，但他在擔任洛克菲勒大學校長期間申請綠卡以取得美國居留權時，出乎意料地遭到拒絕；這是因為他提交的英國出生證明格式很短，而且沒有寫明他父母的名字。當他申請完整的出生證明時，他發現了真相，令他大吃一驚。

## 研究與事業
從1973至1979年，納斯在愛丁堡大學默多克·密契森的實驗小組進行了六年的博士後研究。
1976年，他在粟酒裂殖酵母中發現cdc2基因，此基因編碼的蛋白調控細胞從G1期進入S期，以及從G2期進入有絲分裂階段。1987年，納斯發現cdc2在人類中的同源基因Cdk1，此基因編碼周期蛋白依賴性激酶1型。
真核細胞的細胞週期共四個階段：G1期（細胞生長）、S期（DNA複製）、G2期（細胞生長）及M期（有絲分裂）。納斯、哈特韋爾和亨特各自的研究發現了兩種控制細胞從一個階段進入下一階段的蛋白（即週期素和周期蛋白依賴性激酶）。這兩種蛋白組成細胞週期檢查點，負責檢查細胞的狀態是否適合進入下一階段。若答案是否，其他蛋白會嘗試修補問題；如果修補失敗，細胞可能會自我毀滅（細胞凋亡）或者進入休止期。若此機制出現缺陷，令異常的細胞繼續生存並分裂，有機會導致癌症。
1984年，納斯加入帝國癌症研究基金會（ICRF，今英國癌症研究基金會），四年後離開，往牛津大學擔任微生物學系系主任。1993年，他重回ICRF任研究主任，3年後升任主席，並經歷2002年ICRF與癌症研究運動的合併，組成英國癌症研究基金會。2003年，納斯成為洛克菲勒大學校長。2011年起，他成為弗朗西斯·克里克研究所首任主席暨行政總裁。
2010年11月30日，納斯接替天體物理學家馬丁·里斯（Martin Rees）擔任皇家學會會長，任期五年，直至2015年。
納斯曾表示，優秀的科學家必須具備對他們感興趣的問題「想知道答案」的熱情、良好的技術能力，以及包括誠實的心態、自我批判、開放的態度和懷疑的態度。

## 獎項與榮譽
納斯於1992年和利蘭·哈特韋爾與增井禎夫等共同獲頒蓋爾德納國際獎。他分別在1995及98年他獲得皇家獎章和拉斯克基礎醫學研究獎。2003年他獲授予法國榮譽軍團勳章騎士勳位。2005年他榮獲科普利獎章，2年後獲癌症研究希望基金表彰。2013年，納斯獲世界文化理事會頒予愛因斯坦世界科學獎。2015年，他獲得亨利·G·弗里森國際健康科學研究獎。在2022年的新年榮譽中，他被授予名譽勳位 (CH) 成員，以表彰他對英國和海外科學與醫學的貢獻。2022年11月，他被授予榮譽勳章。
院士名銜方面，納斯分別於1987及89年當選歐洲分子生物學組織成員和皇家學會院士，並於1998年成為英國醫學科學院創院院士。1995年，他成為美國國家科學院外籍院士，並在2006年當選美國文理科學院院士。2015年，納斯當選中國科學院外籍院士。翌年，他成為皇家工程科學院榮譽院士。
納斯在1999年獲封為下級爵士，他也是推動科學及工程學協會顧問委員會成員。2017年起，納斯擔任布里斯托大學校監。
納斯已獲得60多個榮譽學位，包括2002年巴斯大學 (University of Bath)、2003年牛津大學、2003年劍橋大學 (University of Cambridge)、2012年肯特大學 (University of Kent)、2013年華威大學 (University of Warwick) (Doctor of Science) 、伍斯特大學 (University of Worcester) (Doctor of Science)、2014年倫敦城市大學 (City, University of London) (Doctor of Science) 和2017年麥基爾大學 (McGill University) (Doctor of Science)。2020年，他獲頒捷克布尔诺孟德尔大学的榮譽學位。

## 個人生活
納斯與其配偶安妮·納斯育有兩名女兒：莎拉和艾美莉；莎拉在英國獨立電視台工作，艾美莉則是倫敦大學學院的物理學家。他形容自己為懷疑不可知論者。

### 政治立場
納斯加入英國工黨已近40年，並且是Scientists for Labour（一個隸屬於工黨的社會主義社團）的贊助人。2020年9月，他與前首相戈登·布朗 (Gordon Brown) 共同在《自然》(Nature) 雜誌上撰文，強調歐盟資助對抗COVID-19的重要性。
他在伯明翰大學時曾售賣社會主義報章《社會主義工人》，亦曾參與佔領校長辦公室。他在東英吉利大學就讀博士時繼續售賣《社會主義工人》，同時支持國際社會主義傾向。
他曾批評美國總統選舉共和黨黨內初選的參選人，指他們反對在學校教導自然選擇論和使用胚胎幹細胞作研究，以及否認人為的氣候變遷。他擔心作為全球科研領袖的美國正朝這些方向前進。他也認為科學家有責任留意政治人物有關科學的公開言論，而且在選舉期間確保科學是參選人政綱之一，和揭露政治人物的「胡言亂語」。
在2014年，鑑於當年的蘇格蘭獨立公投，納斯與其他若200位公眾人物簽署公開信，希望蘇格蘭能留在英國，不會獨立。
納斯認為科學家應該在公共事務中談論科學，並挑戰支持偽科學政策的政治人物。

## 書籍
- 《生命是什麼？生物學的五大觀點》（What Is Life?: Five Great Ideas in Biology） (2021), W. W. Norton & Company[38]